# Melitta Bentz
Amalie Auguste Melitta Bentz (31. ledna 1873 Drážďany – 29. června 1950 Holzhausen) byla německá žena v domácnosti, která v roce 1908 vynalezla kávový filtr a založila společnost Melitta.

## Život
Narodila se 31. ledna 1873 v Drážďanech jako dcera Karla a Brigitte (Reinhardt) Liebscher. Její předci byli vlastníky pivovaru v Sasku. Vdala se za Hugo Bentze, se kterým měla dva syny: Willyho a Horsta a dceru Hertu.
Jako milovnice kávy si nemohla zvyknout na usazeninu při posledním doušku kávy. Vynalezla kávový filtr ze sacího papíru, který vzala synovi ze školního sešitu. Sací papír vložila do plechovky, ve které udělala několik děr. Patent na svůj vynález obdržela 20. června 1908 od císařského patentového úřadu v Berlíně.
Zpočátku byla výroba filtrů prováděna v domě Bentzových a vyráběli je pouze členové rodiny. V roce 1909 představili Melitta a Hugo svůj vynález na veletrhu v Lipsku, kde prodali 1200 kusů filtrů a který jim pomohl získat více zákazníků. V roce 1912 společnost zaměstnávala 8 lidí. Během první světové války byli Hugo a nejstarší syn Willy povoláni do armády. Do roku 1928 byla poptávka po jejich výrobcích tak vysoká, že 80 pracovníků muselo pracovat na dvě směny. Jelikož v Drážďanech nebylo možné najít uspokojivá výrobní zařízení, přestěhovala se rychle rostoucí společnost v roce 1929 do Mindenu ve východním Vestfálsku. Do roku 1929 bylo vyrobeno 100 000 filtrů. Společnost se původně jmenovala M. Bentz (1930), poté Bentz & Sohn a od roku 1932 používá název Melitta.

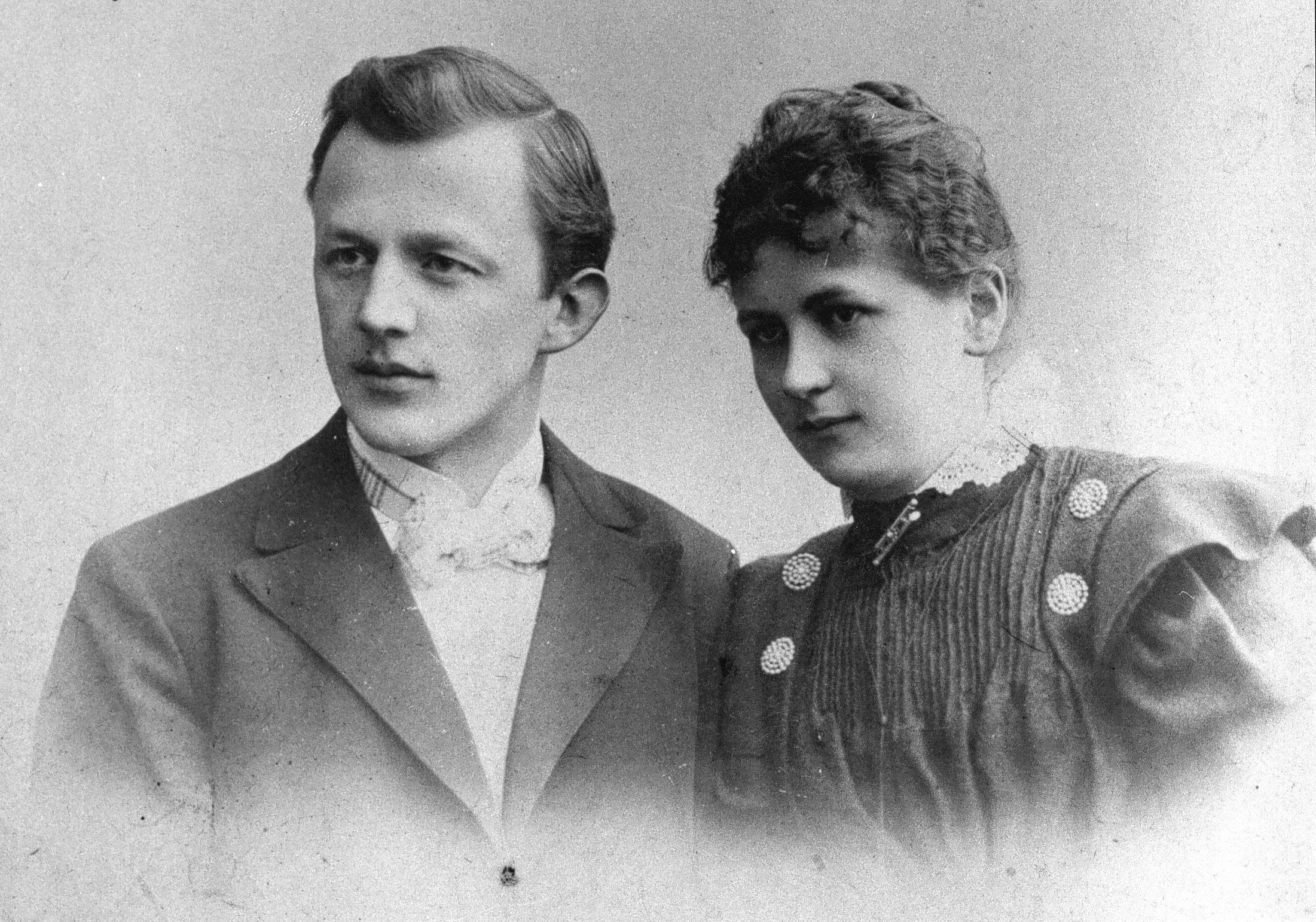
Melitta a Hugo Bentz

Po vypuknutí druhé světové války byla výroba filtrů zastavena a společnosti bylo nařízeno vyrábět zboží podporující válečné úsilí. Po skončení války byly tovární budovy obsazeny spojeneckými silami na 12 let. Teprve v roce 1948 byla obnovena výroba filtrů a papíru. V současné době vyrábí nejen kávové filtry, ale také bytové doplňky a kávovary.
Melitta Bentz zemřela 29. června 1950.